# 灰翅鸫
灰翅鸫（学名：Turdus boulboul）为鶲科鸫属的鸟类，俗名灰膀鸫。分布于巴基斯坦、印度、尼泊尔、泰国、缅甸、越南、老挝以及中国大陆的四川、贵州、云南、广西等地，一般生活于海拔1200-3000米的湿润而稠密的橡树和杜鹃等阔叶林以及冬季常出没于树林、灌丛和乡村的田园里。该物种的模式产地在印度的大吉岭。

## 亚种
- 灰翅鸫指名亚种（学名：Turdus boulboul boulboul）。该物种的模式产地在印度的大吉岭。[2]
- 灰翅鸫瑶山亚种（学名：Turdus boulboul yaoschanensis）。在中国大陆，分布于广西等地。该物种的模式产地在广西瑶山。[3]